# Kirsten Gillibrand
Kirsten Gillibrand (Albany, 1966. december 9. –) az Amerikai Egyesült Államok szenátora (New York, 2009 – ).
A Demokrata Párt tagja.